# Istrums socken
Istrums socken i Västergötland ingick i Valle härad och är sedan 1971 en del av Skara kommun, från 2016 inom Eggby-Istrums distrikt. 
Socknens areal är 27,73 kvadratkilometer varav 26,68 land. År 1991 fanns här 185 invånare. Ölanda kapell ligger i socknen men som sockenkyrka användes från mitten av 1500-talet Eggby kyrka, gemensamt med Eggby socken. Tidigare fanns en mindre stenkyrka i Istrum, som användes fram till 1500-talets mitt och som raserades på 1700-talet. På platsen för Ölanda kapell låg också tidigare en liten medeltida stenkyrka, som troligen togs ur bruk på 1400-talet, när Ölanda socken införlivades i Istrums socken. I orten Istrum låg också från 1937 Istrums kapell, som avsakraliserades 2003.

## Administrativ historik
Socknen har medeltida ursprung. 1452 införlivades Ölanda socken.
Vid kommunreformen 1862 övergick socknens ansvar för de kyrkliga frågorna till Istrums församling och för de borgerliga frågorna bildades Istrums landskommun. Landskommunen uppgick 1952 i Valle landskommun som 1971 uppgick i Skara kommun. Församlingen uppgick 1992 i Eggby-Istrums församling, som 2006 i sin tur uppgick i Eggby-Öglunda församling som 2018 uppgick i Valle församling.
1 januari 2016 inrättades distriktet Eggby-Istrum, med samma omfattning som Eggby-Istrums församling hade 1999/2000 och fick 1992, och vari detta sockenområde ingår.
Socknen har tillhört län, fögderier, tingslag och domsagor enligt vad som beskrivs i artikeln Valle härad. De indelta soldaterna tillhörde Skaraborgs regemente, Höjentorps kompani och Västgöta regemente, Vadsbo kompani.

## Geografi
Istrums socken ligger nordost om Skara och väster om Billingen. Socknen är en flack odlingsbygd i väster och småkuperad och sjörik skogsbygd i nordost.

## Fornlämningar
Boplatser från stenåldern är funna. Från bronsåldern finns gravrösen. Från järnåldern finns stensättningar, domarringar och treuddar.

## Namnet
Namnet skrevs 1275 Ystreem och kommer från kyrkbyn. Efterleden är hem, 'boplats; gård'. Tolkningen av förleden är oklar, den kan innehålla ett ånamn Istr, 'den framströmmande'.